# Aleksandr Dityatin
Aleksandr Nikolaïevich Dityatin (Russe : Александр Николаевич Дитятин), né le 7 août 1957 à Leningrad (actuelle Saint-Pétersbourg), est un gymnaste soviétique, trois fois champion olympique et « Maître émérite des Sports de l'URSS ».
Gagnant huit médailles aux Jeux olympiques d'été de 1980 de Moscou, il a établi le record pour le plus grand nombre de médailles lors de mêmes Jeux. Toutefois, en obtenant sa huitième médaille d'or le 17 août 2008, lors des Jeux olympiques d'été de 2008 de Pékin, le nageur américain Michael Phelps a égalé ce record.
Aux Jeux olympiques d'été de 1980, Dityatin a remporté huit médailles : trois en or, quatre en argent et une en bronze. En août 2008, il reste le seul athlète à avoir remporté une médaille dans chacune des disciplines de la gymnastique aux Jeux olympiques (6 agrès + concours complet et concours individuel). Dityatin s'était déjà illustré lors des Jeux olympiques d'été de 1976 de Montréal en remportant deux médailles d'argent.

## Palmarès

### Jeux olympiques
- Montréal 1976
  -  Médaille d'argent par équipes
  -  Médaille d'argent aux anneaux
  - 4e au concours général individuel

- Moscou 1980
  -  Médaille d'or par équipes
  -  Médaille d'or au concours général individuel
  -  Médaille d'or aux anneaux
  -  Médaille d'argent au cheval d'arçons
  -  Médaille d'argent au saut de cheval
  -  Médaille d'argent aux barres parallèles
  -  Médaille d'argent à la barre fixe
  -  Médaille de bronze au sol

### Non olympique
| Année | Compétition           | Concours général individuel | Concours par équipes | Sol | Cheval d'arçon | Anneaux | Saut | Barres parallèles | Barre fixe |
| ----- | --------------------- | --------------------------- | -------------------- | --- | -------------- | ------- | ---- | ----------------- | ---------- |
| 1975  | Championnats d'Europe | 3e                          |                      |     |                | 3e      |      | 2e                |            |
| 1975  | Coupe du monde        | 3e                          |                      |     |                |         |      |                   |            |
| 1975  | Championnats d'URSS   | 1er                         |                      |     | 1er            |         |      | 2e                | 2e         |
| 1975  | Coupe d'URSS          | 1er                         |                      |     |                |         |      |                   |            |
| 1976  | Championnats d'URSS   |                             |                      |     | 1er            | 3e      |      |                   |            |
| 1976  | Coupe d'URSS          | 3e                          |                      |     |                |         |      |                   |            |
| 1977  | Championnats d'URSS   |                             |                      |     |                |         | 3e   | 2e                |            |
| 1977  | Universiades          |                             |                      |     |                |         | 2e   |                   |            |
| 1977  | Coupe d'URSS          | 3e                          |                      |     |                |         |      |                   |            |
| 1978  | Championnats du monde | 3e                          | 2e                   | 3e  |                | 2e      |      |                   |            |
| 1978  | Coupe du monde        | 1er                         |                      | 3e  | 2e             | 1er     | 3e   |                   | 3e         |
| 1978  | Championnats d'URSS   |                             |                      |     |                | 1er     |      | 2e                | 3e         |
| 1979  | Championnats du monde | 1er                         | 1er                  |     |                | 1er     | 1er  |                   | 3e         |
| 1979  | Coupe du monde        | 1er                         |                      |     |                | 1er     | 2e   | 2e                | 2e         |
| 1979  | Championnats d'Europe |                             |                      |     | 1er            | 1er     |      | 2e                |            |
| 1979  | Championnats d'URSS   | 1er                         |                      | 3e  | 2e             | 1er     | 2e   | 2e                | 3e         |
| 1980  | Coupe d'URSS          | 1er                         |                      |     |                |         |      |                   |            |
| 1981  | Championnats du monde |                             | 1er                  |     |                | 1er     |      | 1er               |            |